# Список запусков баллистических ракет в СССР в 1952 году

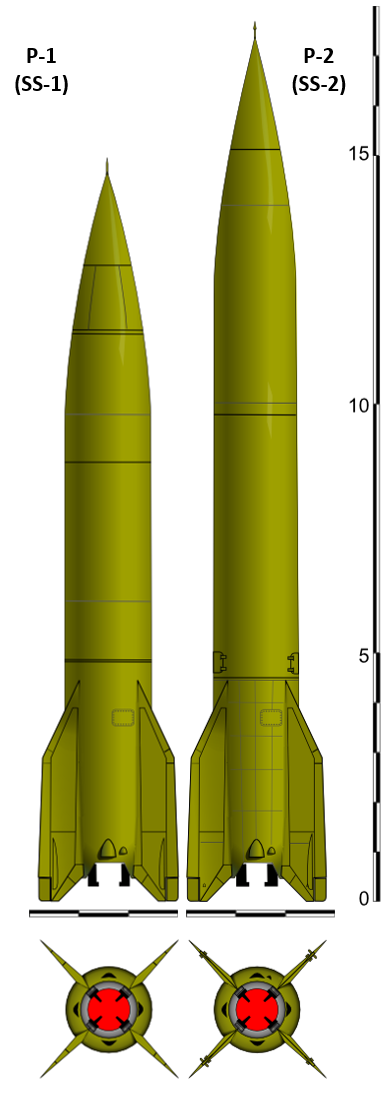
Ракеты Р-1 и Р-2

В Списке запусков баллистических ракет в СССР в 1952 году в хронологическом порядке представлены все запуски баллистических ракет, произведённые на территории СССР в 1952 году. Всего было произведено 26 запусков: 7 Р-1 (индекс ГРАУ — 8А11), 14 Р-2 (индекс ГРАУ — 8Ж38) и 5 опытно-экспериментальных Р-2Р. Все модели ракеты являлись развитием немецкой ракеты V-2 (A-4).
Несмотря на близкое родство, ракета Р-1 не была полной копией A-4: Р-1 изготавливалась советскими специалистами с использованием технологий, приборов и оборудования на советских предприятиях. Ключевым отличием было использование советской телеметрической системы управления — 12-канальной телеметрической системы «Дон».
Р-2 стала дальнейшим развитием технологий, заложенных в А-4, с добавлением идей советских конструкторов: Р-2 была больше, имела ряд конструктивных отличий, среди которых самым заметным было использование топливного бака в качестве несущего элемента конструкции. Среди эксплуатационных отличий главным было почти двукратное (до 600 км) увеличение радиуса действия ракеты, значительное увеличение веса взрывчатого вещества.
Р-2Р являлась опытной модификацией ракеты Р-2, на которой испытывалась система РУД — система радиокоррекции траектории полёта.
Все запуски баллистических ракет в СССР в 1952 году производились с территории 4-го государственного центрального полигона (4-й ГЦП), известный как Капустин Яр.

## Подготовка запусков
В 1952 году началось серийное производство ракет Р-1. Сначала был налажен мелкосерийный выпуск на заводе № 88 в подмосковном Калининграде, а затем началось производство на заводе № 586 в Днепропетровске.
В соответствии с Постановлением Совета Министров СССР № 4872-2096 «О результатах испытаний и принятии на вооружение ракеты Р-2» от 27 ноября 1951 года целью пусковой кампании ракет Р-2 было проведение контрольных испытаний. Для испытаний было произведено 16 ракет, из которых 14 были запущены, а 2 использовались для обучения личного состава. В этом же постановлении устанавливались основные технические характеристики, в том числе максимальное рассеивание головной части ракеты по дальности ±8 км и боковое ±4 км.
Опытно-экспериментальные ракеты Р-2Р запускались с целью отработки системы боковой радиокоррекции, для повышения точности ракет. Система, получившая название РУД, была разработана коллективом под руководством М. И. Борисенко. Система требовала введения в комплекс Р-2 двух радиолокационных станций, что значительно усложнило эксплуатацию комплекса, но позволило добиться снижения бокового рассеивания. Опыт, полученный при запусках ракет Р-2Р, предполагалось использовать для разработки ракеты Р-5.

## Список
Каждый запуск баллистической ракеты, произведённый в СССР в 1949 году, был зафиксирован в «Книге учёта пуска ракет за 1947—1962 гг. Архив Военно-научного комитета РВСН».
| Цветовая легенда  |
| ----------------- |
| Нормальный запуск |
| Аварийный запуск  |

| № пп | Тип ракеты | Дата испытания   | Номер изделия | Место запуска | Дальность плановая (км) | Отклонение по дальности (км) «-» недолёт, «+» перелёт | Отклонение от оси запуска (км) «Л» влево, «П» вправо | Результат запуска | Примечания                                               |
| ---- | ---------- | ---------------- | ------------- | ------------- | ----------------------- | ----------------------------------------------------- | ---------------------------------------------------- | ----------------- | -------------------------------------------------------- |
| 1    | Р-2        | 8 августа 1952   |               | 4-й ГЦП       | 553,7                   | -1,615                                                | Л 0,13                                               | Норма             | Контрольные испытания                                    |
| 2    | Р-2        | 9 августа 1952   |               | 4-й ГЦП       | 553,7                   | -9,68                                                 | П 1,52                                               | Норма             | Контрольные испытания                                    |
| 3    | Р-2        | 12 августа 1952  |               | 4-й ГЦП       | 553,7                   | -3,529                                                | Л 0,149                                              | Норма             | Контрольные испытания                                    |
| 4    | Р-2        | 14 августа 1952  |               | 4-й ГЦП       | 553,7                   | -55,0                                                 | П 2,2                                                | Авария            | Контрольные испытания                                    |
| 5    | Р-1        | 20 августа 1952  | 220           | 4-й ГЦП       | 270                     | -0,622                                                | Л 1,504                                              | Норма             |                                                          |
| 6    | Р-1        | 21 августа 1952  | 105           | 4-й ГЦП       | 270                     | -4,999                                                | Л 2,812                                              | Норма             |                                                          |
| 7    | Р-2        | 25 августа 1952  |               | 4-й ГЦП       | 553,7                   | +0,395                                                | П 1,2                                                | Норма             | Контрольные испытания                                    |
| 8    | Р-1        | 25 августа 1952  | 320           | 4-й ГЦП       | 270                     | +0,745                                                | Л 5,837                                              | Норма             | Воздушный разрыв головной части                          |
| 9    | Р-2        | 26 августа 1952  |               | 4-й ГЦП       | 270                     | -6,5                                                  | П 2,4                                                | Норма             | Контрольные испытания                                    |
| 10   | Р-2        | 27 августа 1952  |               | 4-й ГЦП       | 270                     | -3,3                                                  | Л 0,16                                               | Норма             | Контрольные испытания                                    |
| 11   | Р-2        | 28 августа 1952  |               | 4-й ГЦП       | 270                     | +6,2                                                  | П 0,55                                               | Норма             | Контрольные испытания                                    |
| 12   | Р-2        | 2 сентября 1952  |               | 4-й ГЦП       | 553,7                   | -185,5                                                | Л 0,8                                                | Авария            | Контрольные испытания                                    |
| 13   | Р-2        | 15 сентября 1952 |               | 4-й ГЦП       | 553,7                   | +7,3                                                  | П 3,86                                               | Норма             | Контрольные испытания                                    |
| 14   | Р-2        | 16 сентября 1952 |               | 4-й ГЦП       | 553,7                   | +0,48                                                 | П 0,7                                                | Норма             | Контрольные испытания                                    |
| 15   | Р-2        | 16 сентября 1952 |               | 4-й ГЦП       | 553,7                   | -3,05                                                 | Л 0,6                                                | Норма             | Контрольные испытания                                    |
| 16   | Р-2        | 17 сентября 1952 |               | 4-й ГЦП       | 553,7                   | -5,45                                                 | П 0,204                                              | Норма             | Контрольные испытания                                    |
| 17   | Р-2        | 18 сентября 1952 |               | 4-й ГЦП       | 553,7                   | -1,79                                                 | П 0,83                                               | Норма             | Контрольные испытания                                    |
| 18   | Р-2Р       | 15 октября 1952  |               | 4-й ГЦП       | 570                     | +8,44                                                 | Л 1,26                                               | Норма             | Испытания РУД - системы радиокоррекции траектории полёта |
| 19   | Р-2Р       | 18 октября 1952  |               | 4-й ГЦП       | 553,7                   | -1,01                                                 | П 0,21                                               | Норма             | Испытания РУД                                            |
| 20   | Р-2Р       | 19 октября 1952  |               | 4-й ГЦП       | 553,7                   | -101,38                                               | Л 2,28                                               | Норма             | Испытания РУД; преждевременное выключение двигателя      |
| 21   | Р-2Р       | 23 октября 1952  |               | 4-й ГЦП       | 553,7                   | -23,26                                                | Л 0,12                                               | Норма             | Испытания РУД                                            |
| 22   | Р-2Р       | 27 октября 1952  |               | 4-й ГЦП       | 553,7                   | -1,23                                                 | П 0,56                                               | Норма             | Испытания РУД                                            |
| 23   | Р-1        | 29 октября 1952  | 420           | 4-й ГЦП       | 270                     | -0,568                                                | П 1,52                                               | Норма             |                                                          |
| 24   | Р-1        | 30 октября 1952  | 501           | 4-й ГЦП       | 270                     | -2,3                                                  | П 3,3                                                | Норма             |                                                          |
| 25   | Р-1        | 30 октября 1952  | 520           | 4-й ГЦП       | 270                     | -2,091                                                | П 2,115                                              | Норма             |                                                          |
| 26   | Р-1        | 21 ноября 1952   | 620           | 4-й ГЦП       | 270                     | -2,101                                                | Л 1,512                                              | Норма             |                                                          |

## Итоги запусков
По итогу пусковой кампании 1952 года были разработаны таблицы стрельбы ракетами дальнего действия Р-1. Составление таблиц стрельбы Р-1 главный маршал артиллерии Н. Н. Воронов на заседании коллегии Военного министерства назвал «крупной работой», а их авторы получили правительственную денежную премию.
Работа по составлению таблиц стрельбы ракеты Р-2 на основании пусковой кампании 1952 года продолжалась и в 1953 году. Во время запусков ракет Р-2 в 1952 году были выявлены вибрации, борьба с которыми послужила одной из причин (наряду с уточнением таблиц стрельбы) для запуска (отстрела) 12 ракет в 1953 году.

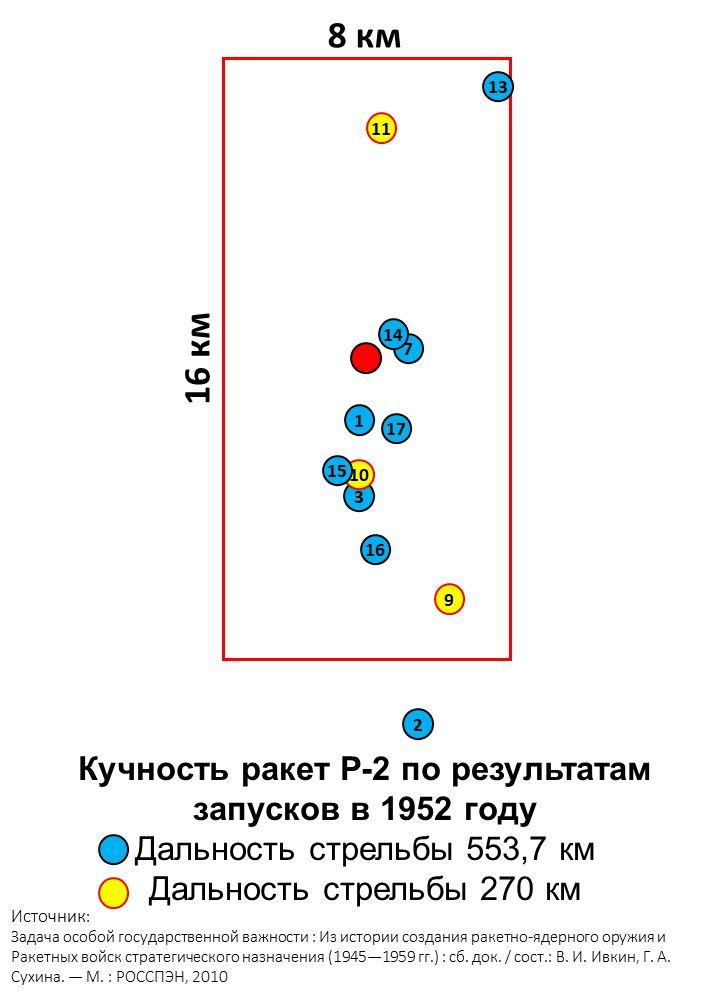
Кучность падения головных частей ракет Р-2 в 1952 году
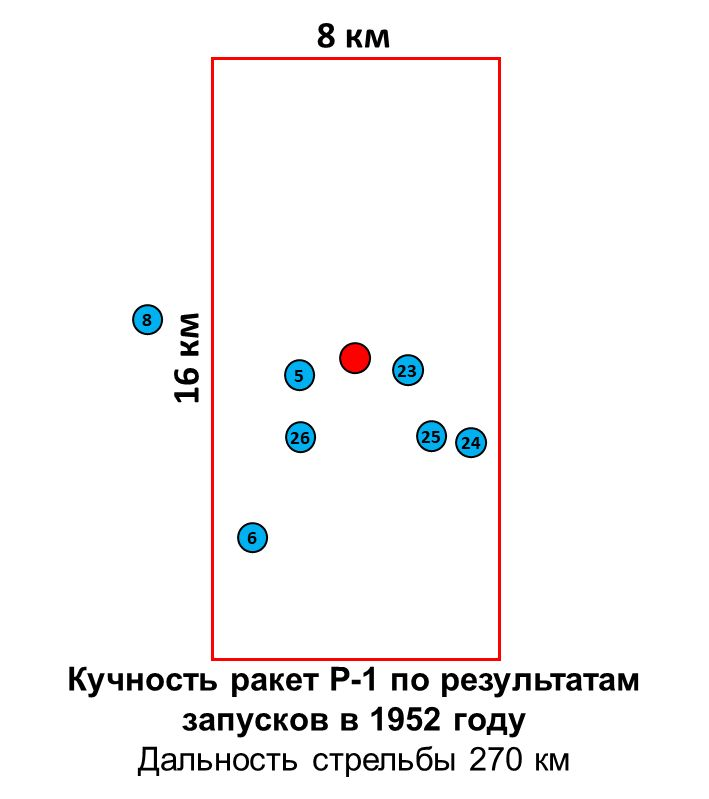
Кучность ракет Р-1 в 1952 году

## Комментарии
1. ↑  В списке указаны ракеты установленные на стартовую позицию; при отсутствии номера в источнике, в таблице номер не указывается.